# Тиберій Клавдій Максим
Тиберій Клавдій Максим (лат. Tiberius Claudius Maximus; 65 - 117 рр.) – римський військовий діяч кінця I століття і початку II століття, який служив на різних посадах у легіонах Римської імперії під час правління імператорів Доміціана та Траяна (85 – 117 рр.). Найбільше запам’ятався тим, що приніс Траяну голову дакійського царя Децебала, який наклав на себе руки, під час оточення римською кавалерією наприкінці дакійських воєн у 106 році.

## Біографія
Максим народився в Colonia Iulia Augusta Philippensis, ймовірно у 65 р н.е , колонії римських військових ветеранів, заснованій у 42 році до нашої ери (у Філіппах, Греція). Був римським громадянином з народження. Був зареєстрований у римському легіоні, для якого суворо вимагалося громадянство. Але він не згадує про свою першу посаду рядового (miles), він був зарахований безпосередньо кавалеристом, що означає або надзвичайно високі вимоги, або вплив його військової родинної традиції .

Максим вступив до лав армії, ймовірно, у 85 р. н. е. Служив як кавалерійський солдат у кавалерійському контигенті легіону VII Клавдія, який позиціонувався у Вімінаціумі. Обіймав такі посади як:
1. Quaestor equitum - скарбничий кавалерійського контингенту. Атестований fisci curator (“фінансовий менеджер”) в преторіанській кавалерії [1]
2. Singularis legati legionis -  член особистої кавалерійської гвардії командира легіону
3. Vexillarius (прапороносець) - сигніфер римського легіону.
4. Duplicarius -  римський офіцер нижчого рангу, який отримував подвійний пайок або підвищену оплату, враховуючи 2-й пайок на основі їх доблесті.[2]
5. Explorator - римський розвідувальний агент.
6. Decurio – римський кавалерійський офіцер.

У 1965 році великий надгробок з латинським написом був випадково виявлено на полях Граммені, «село до на північний захід від стародавнього міста Філіппи в [римській] Македонії» (нині Греція) .
|  | Ветеран Тиберій Клавдій Максим облаштував цей меморіал ще за життя. Служив солдатом у Legio VII Claudia Pia Fidelis, був призначений quaestor equitum, потім singularis legatus legionis того ж легіону, потім vexillarius солдатів цього підрозділу, отримав нагороди від імператора Доміціана за хоробрість у Дакійській війні, імператором Траяном був призначений duplicarius в II Паннонській алі, а в Дакійській війні був призначений explorator і двічі отримав нагороди за хоробрість у Дакійській і Парфянській війнах, а також був призначений ним же decurio в тій же алі за те, що захопив Децебала і приніс йому голову в Раніссторумі. Своє почесне звільнення як voluntarius він отримав від консульського командира Теренція Скауріана з армії Provincia Mesopotamia Nova |

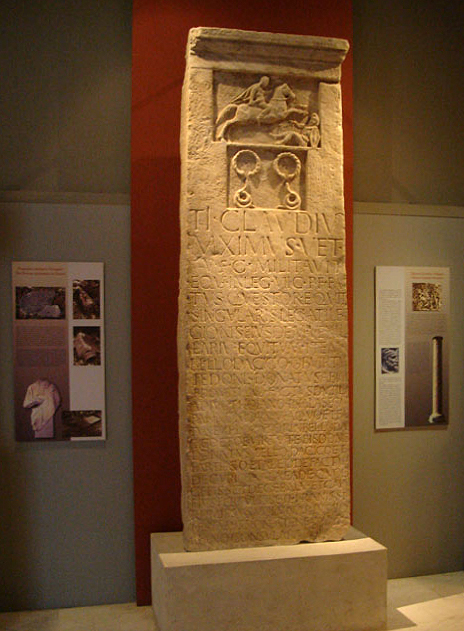
Меморіал Тиберія Клавдія Максима

Він помер 117 року. Ще за життя він створив власний надгробок, який був знайдений у Філіппах у Греції (зараз у музеї в Драмі). На ньому зображені 2 торки, якими він був нагороджений за хоробрість, і вказується на те, що він захопив Децебала.

## Роль в історії

#### Траянський етап Дакійських війн (101-106 рр.)
Максим служив у Дакійських війнах імператора Траяна (101-2 і 105-6 рр.). Ймовірно, саме під час цих воєн Траян підвищив Максима з легіонерської кавалерії до алаїв, елітної бойової кавалерії корпусу Ауксилії. Максим був оголошений Duplicarius  ("людиною з подвійною платнею"), молодшим офіцером у полку Ala II Pannoniorum. Це значно підвищило його платню. 

У 106 р. нашої ери, під час останнього етапу завоювання Дакії, Максим брав участь як Explorator (розвідник) і його загони гналися за переможеним дакійським королем Децебалом, який був утікачем. Лише один охоронець був із дакійської знаті (решта здалися до Траяна). Максим і його люди загнали Децебала в гори. Проте перш ніж Максим зміг до нього дістатися, Децебал покінчив із собою, перерізавши собі горло, як описано в колоні Траяна. Максим обезголовив Децебала і подарував її імператору Траяну на базі Раніссторумі. Траян нагородив Максима і підвищив його до рангу декуріона.

#### Парфянська війна Траяна (114-116 рр.)
Військова кар'єра Максима на цьому не зупинилася. Він залишився з армією під час парфянської війни Траяна, де його знову нагородили. На його надгробку згадується, що він був звільнений з честю – missus voluntarius honesta missione – тобто він прослужив в армії більше тридцяти років. У той же час термін voluntarius вказує на те, що він продовжував служити після закінчення терміну, «бажаючи відкласти своє звільнення» . 

## Смерть Децебала
Тиберій Клавдій Максим був найбільше відомий своїм подвигом, який пов’язаний зі смертю дакійського царя Децебала. Саме Максим приніс Траяну його голову і, ймовірно, праву руку. 
У нас існують два зображення цієї події:
- Захоплення Децебала можна побачити на колоні Траяна (Spiral 22, Panel B; Cichorius 104 - 106). Але її слід розглядати разом із двома попередніми панелями, які показують послідовність подій, що призвели до смерті Децебала.

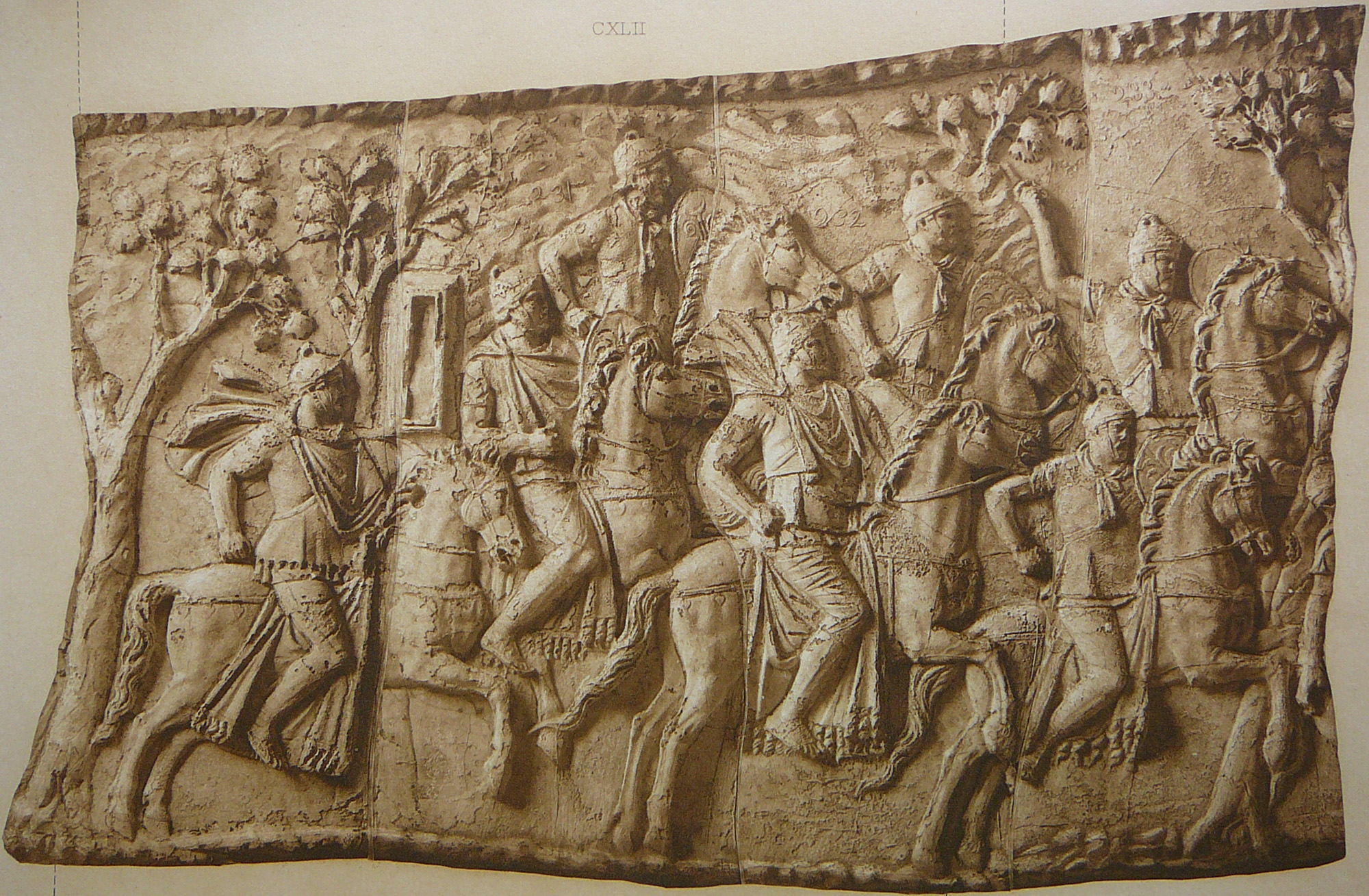
Зліпок (Cichorius 104) з панелі на колоні Траяна

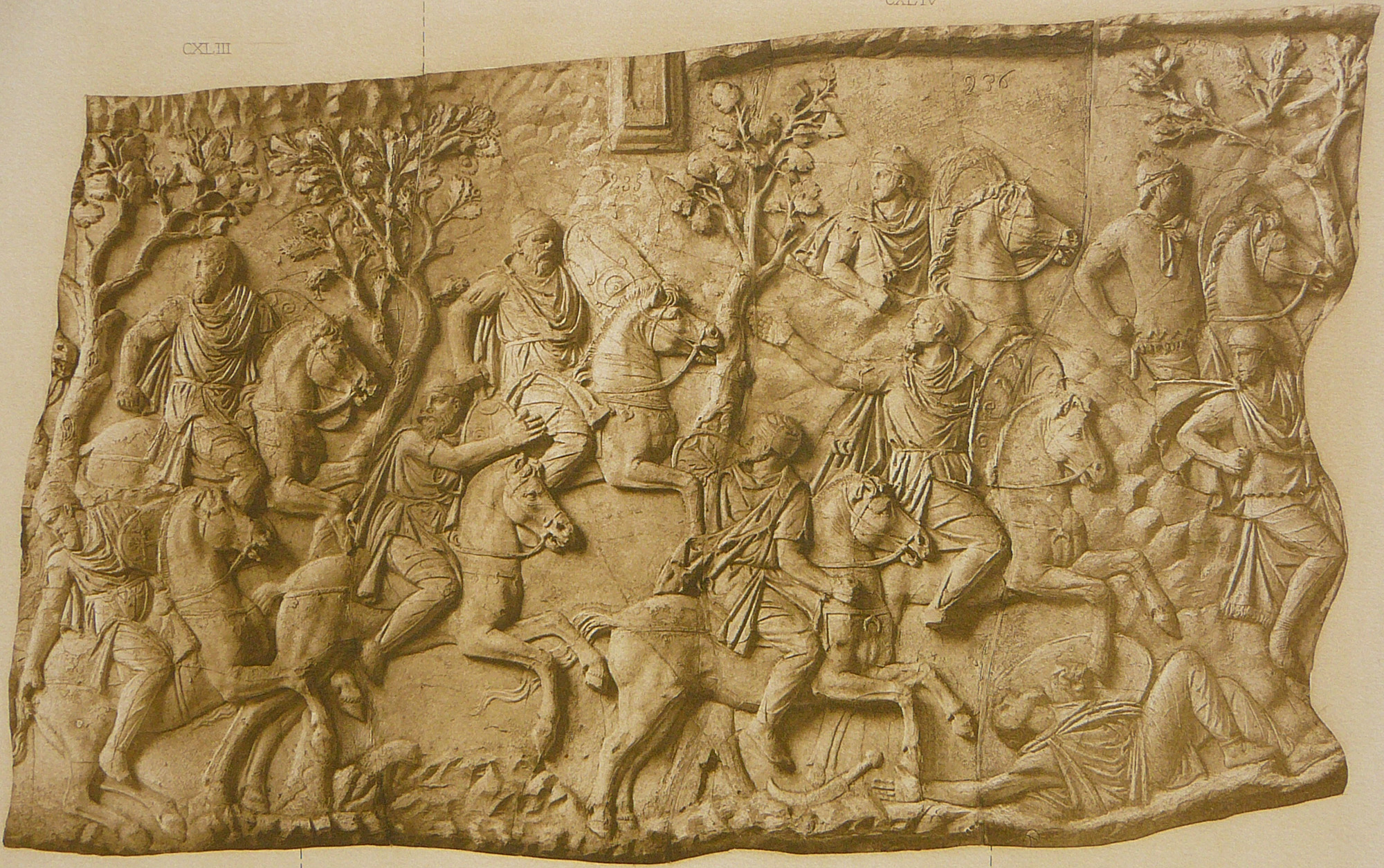
Зліпок (Cichorius 105) з панелі на колоні Траяна

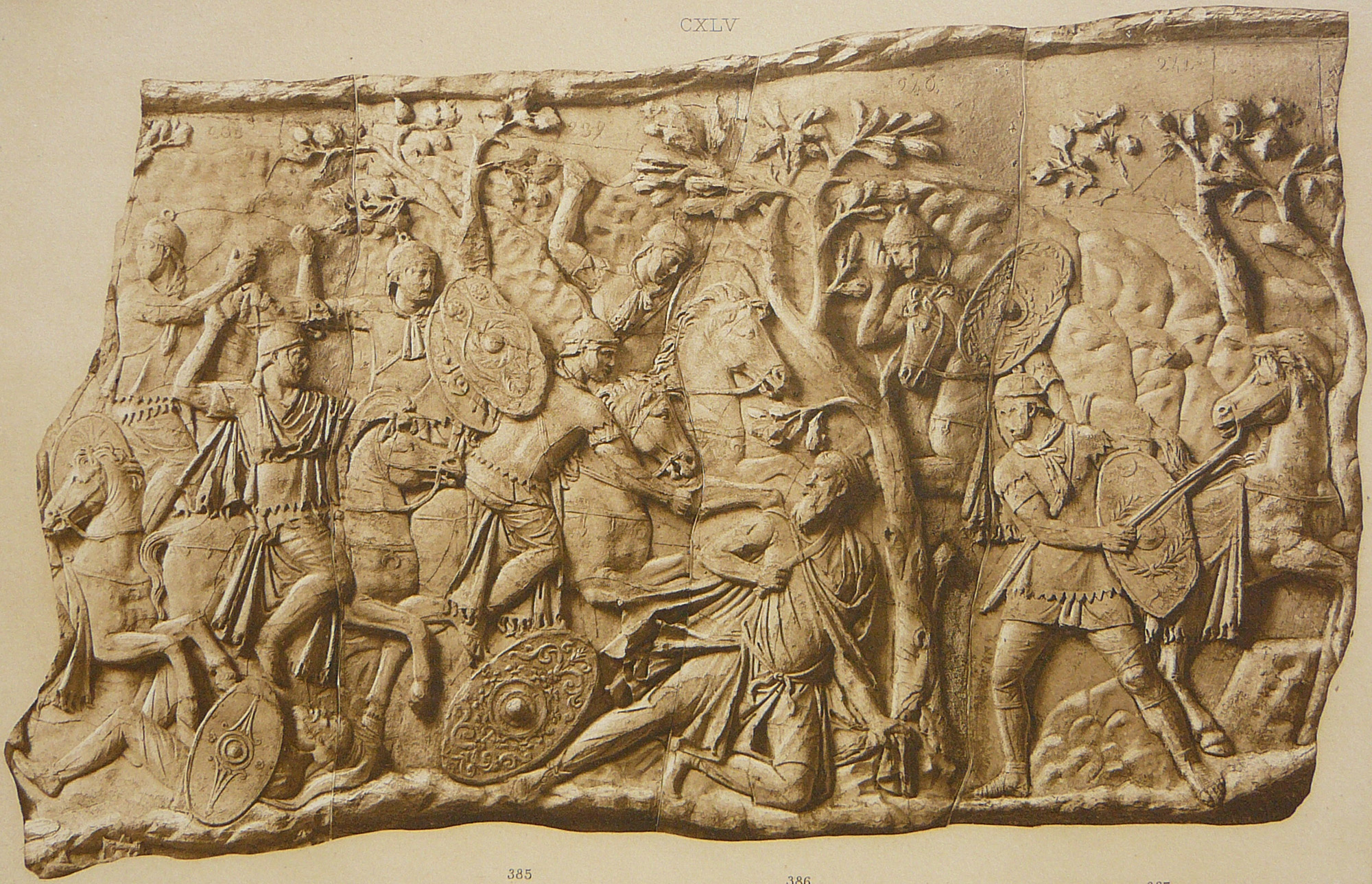
Зліпок (Cichorius 106) з панелі на колоні Траяна

- Захоплення Децебала також відображено на його надгробку, на якому зображено Максима верхи на коні, який тримає меч, щит і два списи[6], наближаючись до царя Децебала, він зображений у фригійському ковпаку, який є типовим головним убором дакійських вельмож. Децебал зображений лежачим на спині з вигнутим дакійським мечем. Стилізація цього образу ніби відображає стереотип фракійського героя (часто зображується у вигляді вершника, що проколює списом тварину або людину на землі, хоча в цьому випадку Максим наближається до Децебала з мечем у передній руці).